# Jenny Fontaine
Jenny Fontaine, née le 9 mai 1862 à Arras et morte le 25 mars 1938 à Paris, est une peintre française.

## Biographie
Jenny Marie Adèle Fontaine, surnommée Jenny Maria, est la fille de Cyprien Jean Michel Fontaine, voyageur de commerce, et d'Adèle Clara Matifas.
Élève de Gustave Boulanger, de Jules Lefebvre, de Benjamin-Constant et de Jean-Paul Laurens, elle expose au Salon à partir de 1888.
Le 1er octobre 1889, elle ouvre à Arras un cours artistique de dessin et de peinture pour dames et demoiselles.
Portraitiste, elle s'établit dans la capitale en 1890, date à laquelle elle réalise Femme à la pipe, tableau commandé par la Société des amis des arts de Pau contre l'abus du tabac.
En 1892, elle est nommée officier de l'instruction publique.
Au Salon de 1893 de Rouen, la médaille d'or de la ville lui est décernée.
En 1896, elle obtient une troisième médaille, et en 1898, elle réalise les portraits de Mme B. et son fils. Lors de l'Exposition universelle de 1900, elle obtient une médaille de bronze.
Elle meurt célibataire à l'âge de 75 ans à son domicile de la rue Saint-Ferdinand. Elle est inhumée dans le caveau familial, au cimetière d'Arras.